# Calyptorhynchus
A hollókakadu (Calyptorhynchus) a madarak osztályának papagájalakúak (Psittaciformes) rendjébe sorolt kakadufélék (Cacatuidae) családjában a hollókakadu-formák (Calyptorhynchinae) alcsalád névadó neme.

## Rendszerezésük
A családba az alábbi 2 faj tartozik:
- Pirosfarkú hollókakadu (Calyptorhynchus banksii)
- Barnafejű hollókakadu (Calyptorhynchus lathami)

## Előfordulásuk
Az ide sorolt fajok Ausztrália területén honosak, általában erdők lakói.

## Megjelenésük
Testhosszuk 50-70 centiméter közötti. Tollazatuk fekete. Nagy testű, intelligens madarak. Bóbitájuk rövid, farkuk meglehetősen hosszú, kissé lekerekített, széles, színes sávval. Szemgyűrűjük csupasz, csőrük robusztus. Az ide tartozó fajok csőre eltérő struktúrájú. A sárgafülű gyászkakadu csőre keskeny, megnyúlt, alkalmas a rovarlárvák felvételére. A pirosfarkú hollókakadu csőre széles, tompa, mely a diófélék feltörésére módosult. A barnafejű hollókakadu csőrének széles, hagymaszerű felső és alsó kávája a magvak felvételére alkalmas.